# Hexatoma (Eriocera) austera
Hexatoma (Eriocera) austera is een tweevleugelige uit de familie steltmuggen (Limoniidae). De soort komt voor in het Nearctisch gebied.